# Eupsilia colorado
Eupsilia colorado là một loài bướm đêm trong họ Noctuidae.